# Mathilde Diekema Jensen
Mathilde Diekema Jensen (født 1994) er en dansk atlet medlem af Aarhus 1900.
Mathilde Diekema Jensen vandt som 17-årig sølv ved inde-DM i højdespring og trespring 2011. I 2013 skiftede hun til mangekamp.
Nu trænes hun af Morten Justesen og Thomas Cortebeeck.

## Danske mesterskaber
- Guld 2013 Syvkamp 4213p
- Bronze 2012 Højdespring-inde 1,67
- Sølv 2011 Højdespring 1,67
- Sølv 2011 Højdespring-inde 1,67
- Sølv 2011 Trespring-inde 11,97

## Personlige rekord
- 7-kamp 5110 point, 29 april 2016
- 100 m hæk 15.93, 29 april 2016
- Højdespring 1,77, Huddinge Sverige 12 juni 2016
- Kuglestød 12.47, 11. juni 2016
- 200 m 26.69 15. august 2015
- Længdespring 5.44, 06 marts 2012
- Spyd 35.49, 29 april, 2016
- 800 m 2.15.29, 29 april 2016